# Luis G. Barreiro
Luis Gonzaga Barreiro Zapian, más conocido como Luis G. Barreiro (Ciudad de México, 31 de agosto de 1886- Ciudad de México, 24 de mayo de 1947), fue un actor de cine mexicano.

## Filmografía selecta
- El prisionero trece (1933)
- Águila o sol (1937)
- ¡Esos hombres! (1937)
- México lindo (1938)
- El gendarme desconocido (1941)
- Simón Bolívar (1942)
- Caminito alegre (1944)
- Miguel Strogoff (1944)
- Gran Hotel (1944)
- La pícara Susana (1945)
- El hijo desobediente (1945)
- Rosalinda (1945)
- El socio (1946)
- Sinfonía de una vida (1946)
- El tigre de Jalisco (1947)
- El niño perdido (1947)
- Espuelas de oro (1948)